# Манкос
Манкос (на английски: Mancos) е град в окръг Монтесума, щата Колорадо, САЩ. Манкос е с население от 1119 жители (2000) и обща площ от 1,5 km². Намира се на 2142 m надморска височина. ЗИП кодът му е 81328, а телефонният му код е 970.